# Reykjavík Einherjar 2020
Questa voce raccoglie le informazioni riguardanti i Reykjavík Einherjar nella stagione 2020.
Gli Einherjar sono l'unica squadra senior islandese di football americano, perciò giocano unicamente incontri amichevoli. Esistono invece altre società giovanili, pertanto la formazione Under-21 gioca incontri validi per il titolo nazionale.

## Prima squadra

### Amichevoli
| Kópavogur 4 aprile 2020, ore 19:00 | Reykjavík Einherjar | - – - (annullata) | Wieliczka Dragons | Kórinn |

## Under-21

### Campionato
| Reykjavík 25 luglio 2020, ore 18:00 | Reykjavík Einherjar | 38 – 42 | Stormþursar | Ír Völlurinn |

| Reykjavík 5 settembre 2020, ore 18:00 | Reykjavík Einherjar | 36 – 30 | Stormþursar | Ír Völlurinn |

| Reykjavík 13 settembre 2020, ore 17:00 | Reykjavík Einherjar | 8 – 38 | Stormþursar | Egilshöll |

## Statistiche di squadra
| Competizione | %Vittorie | In casa | In casa | In casa | In casa | In casa | In casa | In trasferta | In trasferta | In trasferta | In trasferta | In trasferta | In trasferta | Totale | Totale | Totale | Totale | Totale | Totale |
| Competizione | %Vittorie | G       | V       | N       | P       | Pf      | Ps      | G            | V            | N            | P            | Pf           | Ps           | G      | V      | N      | P      | Pf     | Ps     |
| ------------ | --------- | ------- | ------- | ------- | ------- | ------- | ------- | ------------ | ------------ | ------------ | ------------ | ------------ | ------------ | ------ | ------ | ------ | ------ | ------ | ------ |
| Amichevoli   | .333      | 3       | 1       | 0       | 2       | 76      | 91      | 0            | 0            | 0            | 0            | 0            | 0            | 3      | 1      | 0      | 2      | 76     | 91     |
| Totale       | .333      | 3       | 1       | 0       | 2       | 76      | 91      | 0            | 0            | 0            | 0            | 0            | 0            | 3      | 1      | 0      | 2      | 76     | 91     |